# Forligskommission
En forligskommission var en offentlig myndighed til mægling i borgerlige sager. Den blev oprettet ved Forordning om Forligelses-Commissioners Stiftelse af 10. juli 1795, og Danmark blev inddelt i forligskredse, hvorved det sikredes at ingen borger ville have mere end 4 mils afstand til en kommission.
Formålet var, at der i alle borgerlige sager skulle søges mæglet forlig ved særlige kommissioner, inden der kunne anlægges sag ved domstolene. Det kunne være sager om stridigheder mellem husbond og tjenestefolk, injuriesager eller slagsmål.
Forligskommissionerne bestod i København af tre og i resten af landet af to medlemmer, hvor amtmanden indtil 1857 var formand for landdistrikternes forligskommissioner. 
Medlemmer af en forligskommission var forligskommissærer.
I København fandtes en særlig forligskommission, der skulle mægle i sø- og handelssager.
Forligskommisionerne blev ophævede i 1953.

## Forligskredse
Fra 1857 til 1953 var de større amter opdelt i flere forligskredse.
Viborg amts 2. forligskreds med Estvad-Rønbjerg Kommune, Skive Landsogn-Resen Kommune, Hem Sogn, Hindborg Sogn, Dølby Sogn, Oddense Sogn, Otting Sogn, Brøndum Sogn, Hvidbjerg Sogn, Balling–Volling Landkommune, Jebjerg Sogn, Lyby Sogn, Grinderslev Sogn, Grønning Sogn, Thise Sogn, Hjerk Sogn, Harre Sogn, Rødding Sogn, Krejbjerg Sogn, Håsum Sogn, Ramsing Sogn, Lem Sogn, Vejby Sogn, Lihme Sogn, Højslev Sogn, Dommerby Sogn, Lundø Sogn, Ørslevkloster Sogn, Ørum Sogn, Kobberup Sogn, Vridsted–Fly Sognekommune og Vroue Sogn.     